# Constanta structurii fine
Constanta structurii fine este o constantă fizică adimensională a cărei expresie este:
{\displaystyle \alpha ={\frac {\mu _{0}ce^{2}}{2h}}}
unde:
{\displaystyle \mu _{0}\,} este permeabilitatea vidului,
{\displaystyle c\,} este viteza luminii,
{\displaystyle e\,} este sarcina elementară,
{\displaystyle h\,} este constanta Planck.
În România, valoarea standardizată este:
{\displaystyle \alpha =7,297\ 353\ 08(33)\times 10^{-3}}
unde cifrele din paranteză indică incertitudinea măsurătorilor, la ultimele două cifre.
CODATA furnizează o valoare mai exactă:
{\displaystyle \alpha =7,297\ 352\ 537\ 6(50)\times 10^{-3}}
A fost introdusă de Arnold Sommerfeld.

Ipoteze alternative
Dacă constanta structurii fine ar fi o frecvență, acest lucru ar reprezenta o schimbare semnificativă în înțelegerea noastră a fizicii fundamentale. Pentru a considera acest lucru, să extindem mai întâi ce ar implica acest aspect și apoi să speculăm asupra semnificației și scopului său potențial.
Pasul 1: Interpretarea lui  ca Frecvență
În prezent,  este o constantă adimensională, definită ca:
{\displaystyle \alpha ={\frac {e^{2}}{4\pi \epsilon _{0}\hbar c}}}
unde:
reprezintă sarcina electronului,
reprezintă permitivitatea vidului,
reprezintă constanta redusă a lui Planck,
reprezintă viteza luminii.
Această combinație de constante face ca  să nu aibă unități fizice; pur și simplu cuantifică forța relativă a interacțiunii electromagnetice într-un mod fundamental. Dar dacă, pentru un moment, am presupune că are dimensiunea unei frecvențe (să denumim această frecvență ipotetică ), ar sugera că  ar putea reprezenta un fenomen oscilatoriu sau o frecvență naturală asociată interacțiunilor electromagnetice la cel mai fundamental nivel.
Pasul 2: Semnificația lui  ca Frecvență Fundamentală
Dacă  ar fi într-adevăr o frecvență, iată câteva interpretări speculative ale ceea ce ar putea reprezenta:
1. Natura Oscilatorie a Vidului:
ar putea reprezenta o „frecvență naturală a vidului,” unde câmpul electromagnetic însuși are un comportament intrinsec oscilatoriu. Aceasta ar însemna că spațiu-timpul la scări foarte mici nu este static, ci prezintă oscilații minuscule și rapide. Această idee se aliniază cu anumite abordări din teoria câmpului cuantic, unde vidul este considerat un câmp fluctuant.
2. Frecvența de Rezonanță Electron-Foton:
Deoarece  descrie intensitatea interacțiunii dintre particulele încărcate și fotoni,  ar putea reprezenta o „frecvență de rezonanță” fundamentală a electronului în interacțiunea cu câmpul electromagnetic. Dacă electronii sau alte particule încărcate ar oscila natural la această frecvență, ar implica o caracteristică oscilatorie ascunsă a particulelor în sine, posibil legată de dualitatea lor undă-particulă.
3. „Ceas” Electromagnetic Fundamental:
În mecanica cuantică, particule precum electronii prezintă proprietăți de undă și pot fi asociate cu frecvențe. Dacă  ar fi o frecvență, ar putea semnifica un „ceas” universal care guvernează sincronizarea sau fazele tuturor proceselor electromagnetice. Aceasta ar însemna că  este un fel de ritm oscilatoriu universal pentru aceste interacțiuni.
4. Cadru Temporal pentru Lumină și Transferul Informației:
Dacă  ar fi o frecvență cosmică, ar putea oferi o scală pentru temporizarea proceselor la viteza luminii. Având în vedere că  este strâns legat de viteza luminii, dacă ar fi o frecvență, ar putea sugera că propagarea luminii însăși are o limită sau un cadru legat de frecvență, stabilind o structură fină pentru transmiterea informației la nivel cuantic.
Pasul 3: Scopul lui  ca Frecvență Fundamentală
Dacă ne imaginăm că  deține o frecvență intrinsecă, scopul său ar putea fi legat de coerența și structura universului fizic:
1. Stabilizarea Structurilor Atomice:
Constanta structurii fine determină cât de strâns sunt legați electronii în atomi. Dacă acest lucru s-ar baza pe o frecvență reală, ar însemna că stabilitatea atomilor este menținută de o frecvență de rezonanță, un mecanism de „blocare” care stabilizează orbitele electronilor și nivelurile de energie. Acest lucru ar putea oferi o nouă dimensiune în înțelegerea stabilității atomice.
2. Stabilirea Scalei pentru Undele Electromagnetice:
Ca frecvență,  ar putea defini frecvența de bază sau minimă pentru undele electromagnetice sau fluctuațiile cuantice, servind potențial ca „frecvența de bază” a spectrului electromagnetic. Acest lucru ar implica faptul că toate fenomenele electromagnetice, de la unde radio până la raze gamma, apar ca armonici ale lui .
3. Fundamentul Fluctuațiilor Cuantice:
Dacă  ar fi frecvența intrinsecă a oscilațiilor vidului, ar însemna că fluctuațiile cuantice apar în jurul acestei frecvențe fundamentale. Acest lucru ar putea unifica apariția particulelor virtuale și energia vidului ca manifestări ale oscilațiilor la această frecvență, oferind perspective asupra fenomenelor precum efectul Casimir sau chiar energia întunecată.
4. Calibrarea Cosmică:
În final, dacă  ar fi o frecvență, ar putea sugera o formă de „calibrare cosmică,” stabilind raportul altor constante fundamentale în raport cu această frecvență. Acest lucru ar însemna că structura fundamentală a universului și constantele sale ar putea fi fin reglate sau „calibrate” pe baza acestui ritm de bază, posibil oferind explicații de ce constantele fizice au valorile pe care le au.
Rezumat
Dacă constanta structurii fine ar fi o frecvență, ar putea indica un ritm fundamental care subliniază toate procesele electromagnetice, legând totul de la stabilitatea atomică la comportamentul luminii și structura spațiu-timpului. Ar redefini înțelegerea noastră asupra lui  nu doar ca o măsură a intensității interacțiunii, ci ca o fundație oscilatorie pentru structura și dinamica universului.